# IST娛樂
IST娛樂（韓語：아이에스티 엔터테인먼트），是由崔鎮浩於2011年創立的韓國經紀公司，現為Beyond Music旗下子公司。主要進行藝人培訓、管理及娛樂產業相關製作。公司最初為隸屬於Cube娛樂旗下的子公司，並以A Cube娛樂（韓語：에이큐브 엔터테인먼트）為名進行經營管理。在2015年，公司70%的股份受到LOEN娛樂的收購而轉讓經營權，並在當時首度更名作Plan A娛樂（韓語：플랜에이 엔터테인먼트）；2018年，Kakao M再收購公司剩下的30%股份，成爲旗下的全資子公司；2019年，Kakao M將此公司與FAVE娛樂合并，並二度更名作Play M娛樂（韓語：플레이엠 엔터테인먼트）；2021年，公司再與Cre.Ker娛樂合并並更改至現名。
吸收了收購與合并的要點，IST娛樂在合并的届時也衍生出不同的部門以專心經營原分屬不同的公司的藝人及團體。截至2022年，該公司擁有三個本部。目前公司旗下藝人包括Apink、ATBO，部分成員亦有以個人歌手的身份發行音樂作品。

## 歷史
A Cube時期（2011-2015/3）
- 2011年1月3日，於韓國創辦，總部設於首爾市麻浦區西橋洞（朝鲜语：서교동 (서울)）476-44號（世界盃路12段10號）SiYeon大樓3層。

- 同年4月19日，旗下首隊女子流行音樂團體Apink正式出道。[4]

- 同年9月16日，旗下首位個人男歌手許閣正式出道，其參與Mnet歌唱選秀節目《Super Star K2（朝鲜语：슈퍼스타K 2）》時奪冠並獲得簽約資格。

- 2014年9月，總部遷至首爾市麻浦區城山洞（朝鲜语：성산동）58-6號（城山路8段6號）ChangGang大樓2層。

- 2015年11月25日，LOEN娛樂以現金126億韓圓購入A Cube娛樂70%股份以此成為旗下音樂品牌之一，但LOEN娛樂不會介入A Cube娛樂的日常運作。

Plan A時期（2015/3-2019/4）
- 2016年3月2日，A Cube娛樂宣佈正式更名為「Plan A娛樂」，賦予公司名稱「按預期計劃進行所有事項」、「以最佳的策劃製作內容」等意義。這是自LOEN娛樂收購後基於新的運營體系而作出的決定。[5][6]

- 同年8月5日，全面使用更名後的新商標。

- 同年11月9日，旗下首隊男子流行音樂團體VICTON以迷你專輯《I'm fine》正式出道。

- 同年12月，辦公室遷至首爾市江南區奉恩寺路151 6樓。練習室，工作室則在城東區聖水洞，口號為「Asian No.1 Entertainment Group」（亞洲第一娛樂集團）。
- 2018年1月，创办人兼共同代表崔镇浩辞去共同代表职务并担任内部董事，單獨代表理事更改為김영석。

- 同年5月，崔鎮浩辭去內部董事職務，Kakao M以35.1億韓圓購入Plan A娛樂剩下的30%股份，成為全資子公司。

- 2019年2月13日，Kakao M宣佈旗下子公司FAVE娛樂與Plan A娛樂合併，4月1日成立新公司。[7]

Play M時期（2019/4-2021/11）
- 2019年4月1日，FAVE娛樂與Plan A娛樂合併，新公司名為Play M娛樂，意思是“The Playground for Music and You” 。[8][9]

- 2020年6月30日，旗下第二隊女子流行音樂團體Weeekly以迷你專輯《We are》正式出道。

- 同年6月末同時並將辦公室再遷至首爾市江南區彦州路（朝鲜语：언주로）172街8號6樓。

- 2021年9月17日，KAKAO Entertainment宣布旗下子公司Play M將與Cre.Ker娛樂合併，期望兩家公司創造出加成效果、加強競爭力。

- 同年10月6日，旗下男歌手許閣合約到期不續約，離開Play M娛樂。

- 同年10月19日，Play M娛樂於各大社交平台為休寧巴伊葉宣傳，公開休寧巴伊葉為旗下練習生。[10]

IST時期（2021/11-至今）
- 2021年11月，Play M娛樂正式與Cre.ker娛樂合併，更名為IST娛樂。根據鄭恩地：讀音本來是 1ST（First），以呼應前身 Plan A 口號。[11]同時，成立三個部門以專心經營原分屬不同的公司的藝人及團體。

- 2022年2月8日，IST娛樂公司宣布旗下13名練習生將通過綜合編成頻道MBN和Kakao TV、全球代表K-POP媒體1theK，首次推出選拔正式成員過程的生存節目'THE ORIGIN - A, B or what?'，選出之7名新人男團預計將於今年上半年正式出道。[12]原定2月26日初公開的節目，因有數名練習生確診新冠肺炎延至3月19日播出。[13]

- 2022年7月27日，旗下第三隊男子流行音樂團體ATBO以迷你專輯《The Beginning : 開花》正式出道。

- 2023年1月2日，女子流行音樂團體Weeekly由原先三本部更改至二本部經營。

- 2023年1月6日，公告旗下藝人林亨頻（前Bandage）已於2022年12月末解除專屬合約，離開IST娛樂。

- 2024年12月，THE BOYZ團體合約到期不續約離開IST娛樂，轉至One Hundred Label旗下展開活動。

- 2025年2月5日，Beyond Music確認收購Kakao娛樂所持有IST娛樂的100%股份，公司成為Beyond Music旗下子公司。[14]

- 2025年2月26日，Weeekly團體合約到期不續約離開IST娛樂。

- 2025年5月2日，鄭恩地合約到期不續約離開IST娛樂，Apink所有成員皆已離開公司並持續活動中。

## 所屬藝人

### 團體
- 粗體字為團體隊長。
- 以出道日期排序。

| 本部   | 出道日期      | 出道日期       | 團體名稱 | 性別 | 成員                                        | 粉絲名稱 | 應援顏色             |
| 本部   |               | 日本           | 團體名稱 | 性別 | 成員                                        | 粉絲名稱 | 應援顏色             |
| ------ | ------------- | -------------- | -------- | ---- | ------------------------------------------- | -------- | -------------------- |
| 二本部 | 2011年4月19日 | 2014年10月22日 | Apink    | 女   | 朴初瓏、尹普美、鄭恩地 金南珠、吳夏榮       | Panda    | Strawberry Milk Pink |
| 三本部 | 2022年7月27日 | 未出道         | ATBO     | 男   | 吳俊錫、柳俊民、裵玹浚 鄭勝換、金淵奎、元儐 | BOAT     | 未公佈               |

### 企劃團體及子團體
- 粗體字為團體隊長

| 本部   | 出道年份 | 企劃團體/子團體 | 性別 | 成員                   | 性質     |
| ------ | -------- | --------------- | ---- | ---------------------- | -------- |
| 二本部 | 2014     | Apink BnN       | 女   | 尹普美、金南珠         | 企劃團體 |
| 二本部 | 2020     | Apink JJR       | 女   | 朴初瓏、鄭恩地、金南珠 | 子團體   |
| 二本部 | 2020     | Apink YOS       | 女   | 尹普美、吳夏榮         | 子團體   |
| 二本部 | 2022     | 初普（초봄）    | 女   | 朴初瓏、尹普美         | 小分隊   |

### 簽約藝人
- 休寧巴伊葉 [註 1]（Kep1er）
- 石樂園（前ATBO）

### 練習生
- 0v__x0 成員包括 : B, J, N, P, SS, T, TF, W

## 已離開藝人

### 藝人
- Apink
  - 洪瑜暻（2011 － 2013）
  - 孫娜恩（2011 － 2022）
  - 朴初瓏（2011 － 2023）
  - 尹普美（2011 － 2023）
  - 金南珠（2011 － 2023）
  - 吳夏榮（2011 － 2023）
  - 鄭恩地（2011 － 2025）
- Melody Day（2014 － 2018）[註 2]
  - 麗恩（2014 － 2018）
  - 車熙（2014 － 2018）
  - 藝仁（2014 － 2018）
  - 宥敏（2014 － 2018）
- 許閣（2011 － 2021）
- VICTON（2016 － 2023）
  - 許燦（2016 － 2022）
  - 都韓勢（2016 － 2023）
  - 崔秉燦（2016 － 2023）
  - 鄭秀彬（2016 － 2023）
  - 韓勝宇（2016 － 2024）
  - 姜昇植（2016 － 2024）
  - 林勢俊（2016 － 2024）
- Bandage（2020 － 2022）
  - 林亨頻（2020 － 2022）
  - 李燦率（2020 － 2022）
  - 姜京潤（2020 － 2022）
  - 申鉉彬（2020 － 2022）
- Weeekly（2020 － 2025）
  - 申智阭（2020 － 2022）
  - 李受珍（2020 － 2025）
  - Monday（2020 － 2025）
  - 朴昭垠（2020 － 2025）
  - 李在希（2020 － 2025）
  - Jihan（2020 － 2025）
  - Zoa（2020 － 2025）
- THE BOYZ（2017 － 2024[註 3]，現為One Hundred Label所屬）
  - HWALL（2017 － 2019）[註 4]
  - 上淵（2017 － 2024）
  - JACOB（2017 － 2024）
  - 泳勳（2017 － 2024）
  - 賢在（2017 － 2024）
  - 柱延（2017 － 2024）
  - KEVIN（2017 － 2024）
  - NEW（2017 － 2024）
  - Q（2017 － 2024）
  - 周鶴年（2017 － 2024）
  - 善旴（2017 － 2024）
  - ERIC（2017 － 2024）
- Mario

### 男練習生
- 李昌燮（BTOB）
- RAVN（前ONEUS）
- 丁真成（PlayM BOYS、1THE9、《Under Nineteen》）
- 李昇奐（PlayM BOYS、1THE9、《Under Nineteen》、《BOYS PLANET》）
- 崔眞昱（《THE ORIGIN - A, B, Or What?》）
- 姜大賢（《THE ORIGIN - A, B, Or What?》、《Fantasy Boys》）
- 金旼敘（《THE ORIGIN - A, B, Or What?》）
- 朴齋熏（《THE ORIGIN - A, B, Or What?》）
- 梁彤華（POLARIX、《THE ORIGIN - A, B, Or What?》）
- 丁俊豪（《THE ORIGIN - A, B, Or What?》）
- 洪健熙（《BOYS PLANET》）
- 朴寬永（《BOYS PLANET》、《青春明星》）

### 女練習生
- SOYEE（朝鲜语：소이 (1996년)）（gu9udan）
- 裴秀珉（STAYC）
- 李修敏（FAVEGIRLS）
- 金決宥（原名為金甫沅、FAVEGIRLS）
- 金嘉恩（FAVEGIRLS）
- 朴海潾（FAVEGIRLS）
- 白敏序（FAVEGIRLS）
- 申帥賢（FAVEGIRLS）
- 鄭彩延（PlayM GIRLS）
- 金多溫（PlayM GIRLS）
- 尹勢銀（PlayM GIRLS、STAYC）
- 藝媛（PlayM GIRLS、HOT ISSUE）

## 音樂作品

### 數碼單曲
| 單曲 # | 單曲資料 | 曲目                                                          |
| ------ | --- | ------------------------------------------------------------- |
| 1st    | 首張單曲《'A CUBE' FOR SEASON # GREEN》 - 發行日期：2012年3月14日 - 唱片公司：A Cube娛樂 - 發行公司：CJ E&M - 語言：韓語 - 參與藝人：鄭恩地（Apink）、耀燮（BEAST）                                           | 1. LOVE DAY 2. LOVE DAY (B2UTY Ver.) 3. LOVE DAY (PANDA Ver.) |
| 2nd    | 第二張單曲《'A CUBE' FOR SEASON # WHITE》 - 發行日期：2013年1月3日 - 唱片公司：A Cube娛樂 - 發行公司：CJ E&M - 語言：韓語 - 參與藝人：鄭恩地（Apink）、金南珠（Apink）、賢勝（BEAST）                         | 1. 一年前 (일년전에) 2. 一年前 (Inst.)                                |
| 3rd    | 第三張單曲《'A CUBE' FOR SEASON # BLUE》 - 發行日期：2013年5月29日 - 唱片公司：A Cube娛樂 - 發行公司：CJ E&M - 語言：韓語 - 參與藝人：鄭恩地（Apink）、許閣                                                   | 1. 短髮 ()                                                    |
| 4th    | 第四張單曲《'A CUBE' FOR SEASON # SKY BLUE》 - 發行日期：2014年7月8日 - 唱片公司：A Cube娛樂 - 發行公司：LOEN娛樂 - 語言：韓語 - 參與藝人：鄭恩地（Apink）、許閣                                              | 1. Break Up To Make Up (이제 그만 싸우자)                                     |
| 5th    | 第五張單曲《'A CUBE' FOR SEASON # BLUE Season 2》 - 發行日期：2015年6月2日 - 唱片公司：A Cube娛樂 - 發行公司：LOEN娛樂 - 語言：韓語 - 參與藝人：金南珠（Apink）、陸星材（BTOB）                               | 1. Photograph (사진) 2. Photograph (Inst.)                        |
| 6th    | 第六張單曲《'PLAN A' FIRST EPISODE》 - 發行日期：2016年7月21日 - 唱片公司：Plan A娛樂 - 發行公司：LOEN娛樂 - 語言：韓語 - 參與藝人：鄭恩地（Apink）、許閣                                                     | 1. Ocean (바다)                                                   |
| 7th    | 第七張單曲《'PLAN A' SECOND EPISODE》 - 發行日期：2016年9月1日 - 唱片公司：Plan A娛樂 - 發行公司：LOEN娛樂 - 語言：韓語 - 參與藝人：許閣、姜昇植（Plan A Boys）、林勢俊（Plan A Boys）、都韓勢（Plan A Boys） | 1. #Begin Again (#떨려)                                            |
| 8th    | 第八張單曲《'PLAN A' THIRD EPISODE》 - 發行日期：2017年8月3日 - 唱片公司：Plan A娛樂 - 發行公司：LOEN娛樂 - 語言：韓語 - 參與藝人：Apink、許閣、VICTON                                                        | 1. OASIS(오아시스)                                            |

## 外部連結
IST娛樂
- 官方网站
- IST娛樂的X（前Twitter）
- IST娛樂的Facebook專頁（英文）
- IST娛樂的Instagram帳戶
- YouTube上的IST娛樂頻道（英文）